# Carl August Zeller
Carl August Zeller, född den 15 augusti 1774 på slottet Hohenentringen vid Tübingen, död den 23 mars 1840 i Stuttgart, var en tysk pedagog, son till Christian David Zeller, bror till Christian Heinrich Zeller.
Zeller, som var lärjunge till Pestalozzi, var 1809-13 föreståndare för barnhemmet i Königsberg, som han förändrade till en normal seminarieanstalt, samt verkade ivrigt genom kurser, upprättande av seminarier och examina för främjandet av folkskoleundervisningen. Sedan han därefter en längre tid levat som privatman, var han 183437 föreståndare och lärare vid den på hans initiativ upprättade räddningsanstalten i Lichtenstern.